# Argulus megalops
Argulus megalops is een visluizensoort uit de familie van de Argulidae. De wetenschappelijke naam van de soort is voor het eerst geldig gepubliceerd in 1874 door Smith S.I..